# Laboratoire Super Diet
Les Laboratoires Super Diet est un laboratoire pharmaceutique français créé en 1961, spécialisé en compléments alimentaires et en phytothérapie bio. 
Son fondateur est René Haussin, naturopathe à Denain, dans le Nord. Débutant dans la sidérurgie, il souffre d'un grave rhumatisme articulaire qui l'amène à s'intéresser aux soins par les plantes, ainsi qu'à l'agriculture biologique dans les années 1980.

## Historique
- 1961 : fabrication de comprimés à base de pollen de fleurs par René Haussin et création de la société Super Diet
- 1964 : démarrage de la commercialisation des produits Super Diet dans les magasins diététiques
- 1970 à 1980 : agrandissements successifs des locaux et améliorations des procédés de production
- 1974 : lancement du jus de radis noir conditionné en ampoules qui devient le produit emblématique de la société
- 1977 : passage au statut de société anonyme
- 1984 : construction d'une usine à Wavrechain-sous-Denain, et industrialisation de la production
- 1986 : début de partenariat avec des maraîchers en agriculture biologique
- années 1990 : début de commercialisation de produits bio certifiés
- 1991 : départ de René Haussin, le groupe Euronature achète le Laboratoire SUPER DIET
- 1997 : rachat du Laboratoire Super Diet par le groupe Vivasanté (aujourd'hui Groupe Urgo) dirigé par Hervé Le Lous
- 2008 : lancement de la première marque propre de cosmétiques bio : Eostra
- 2009 : lancement de la gamme de premiers soins phyto et bio : Calmofitol

## Activités du groupe

### Fabrication et distribution
Les laboratoires Super Diet formulent, fabriquent et commercialisent des produits de santé à base de plantes en comprimés, en gélules, en ampoules buvables issues pour la grande majorité de l’agriculture biologique.
Les différents secteurs d'activité sont, par ordre d'importance décroissant :
- les compléments alimentaires à base de plantes : la phytothérapie
- les compléments alimentaires à base de substances d'origine naturelle.
- les cosmétiques

Les produits Super Diet (250 répertoriés en 2010) sont essentiellement disponibles dans les magasins bios en France. L'entreprise exporte également via des distributeurs en Europe et dans le Monde (1/5 du chiffre d'affaires en 2009[réf. nécessaire]).
Le site de production est situé à Wavrechain-sous-Denain, dans le département du Nord. Environ 50 espèces végétales sont cultivées et extraites suivant des procédés d'extraction naturels. 
Les matières premières sont sélectionnées en fonction de la proximité géographique, de l'origine biologique des plantes ainsi que des critères de qualité spécifiques à chaque espèce. 
La politique d'achat de la société privilégie des produits biologiques, français et solidaires et encourage financièrement l'agriculture biologique des produits non bio.

### Vie de l'entreprise
La société met en place progressivement durant les années 2000, une structure interne nommée « Planète Super Diet » qui organise diverses actions humanitaires : 
- journée de solidarité au profit d'associations locales
- actions de responsabilité sociale des entreprises
- investissements dans des associations pour l'enfance ou le handicap